# アワッシュ川下流域
アワッシュ川下流域（アワッシュがわかりゅういき）は、アワッシュ川の下流域。また、エチオピア北東部にあるハダール村付近の一帯が、ユネスコの世界遺産に登録された際の名称。登録された主たる理由は、この地でアウストラロピテクス・アファレンシス（アファール猿人）の化石人骨ルーシーが発見されたことによる。
ルーシーはアメリカやフランスの合同調査隊によって1974年11月30日に発見された化石人骨で、全身の約40%の骨が見つかるという奇跡的な発見状況と、350万年前の人骨という突出した古さから、人類の進化を考察する上で、またとない貴重な証人となったのである（この古さを大幅に更新するラミダス猿人の発見は20年後のことである）。
この時の調査では、40人分の化石人骨の破片計316個が見つかっているが、ルーシーほどにまとまった量が出土した個体は他に存在しなかった。ともあれ、この時に見つかった人骨は、アウストラロピテクス・アファレンシスと名付けられることとなった。
現在では、川を遡った中流域で、ルーシーよりも古い化石人骨が発見されている。

## 登録基準
この世界遺産は世界遺産登録基準のうち、以下の条件を満たし、登録された（以下の基準は世界遺産センター公表の登録基準からの翻訳、引用である）。
- (2) ある期間を通じてまたはある文化圏において、建築、技術、記念碑的芸術、都市計画、景観デザインの発展に関し、人類の価値の重要な交流を示すもの。
- (3) 現存するまたは消滅した文化的伝統または文明の、唯一のまたは少なくとも稀な証拠。
- (4) 人類の歴史上重要な時代を例証する建築様式、建築物群、技術の集積または景観の優れた例。